# Halogenación de cetonas
En química orgánica, la halogenación de cetonas es un tipo especial de halogenación, o sea, la reacción de adición de un halógeno a una cetona.

## Productos formados

### En disolución básica
La posición alfa (siguiente) respecto del grupo carbonilo en una cetona se halogena fácilmente, debido a la capacidad de formar un enolato en disolución básica, o un enol en disolución ácida. Un ejemplo es la bromación de la acetona en disolución básica: Esta reacción fue estudiada en 1904 por Arthur Lapworth, en la Universidad de Mánchester.

{\displaystyle CH_{3}-CO-CH_{3}\ +\ OH^{-}\ \to \ CH_{3}-CO-CH_{2}^{-}\ +\ H_{2}O}

{\displaystyle CH_{3}-CO-CH_{2}^{-}\ +\ Br_{2}\ \to \ CH_{3}-CO-CH_{2}Br\ +\ Br^{-}}

La velocidad de reacción depende de la concentración de acetona y de base, pero no de la concentración de bromo.
La reacción catalizada por bases transcurre tan rápidamente que sólo es posible aislar el compuesto trisustituido, la 1,1,1-tribromoacetona.

### En disolución ácida
En disolución ácida, por lo general sólo un hidrógeno en posición alfa es sustituido por un halógeno, ya que cada halogenación sucesiva es más lenta que la primera.  El átomo de halógeno disminuye la basicidad del oxígeno del carbonilo, haciendo menos probable la protonación.  Sin embargo, en disolución básica, las halogenaciones sucesivas son cada vez más rápidas, ya que el halógeno atrae electrones por inducción y los restantes hidrógenos se hacen más ácidos.  En el caso de las metilcetonas , el resultado es lo que se llama la reacción del haloformo.
Las cetonas monosustituidas se emplean como gases lacrimógenos y en síntesis de heterociclos.